# Uchucklesaht
Uchucklesaht (Uchucklesit), pleme američkih Indijanaca iz grupe Nootka, jezične porodice Wakashan, nastanjeno na zapadnoj obali otoka Vancouver na Barclay Soundu. Ovo pleme uveliko je stradalo u ranom povijesnom periodu, a njihovo plemensko područje sredinom 19. stoljeća ograničeno je na Uchucklesit Inlet. U suvremeno vrijeme ima ih oko 150 na rezervatima Cowishil 1 i Elhlateese 2. Tradicionalno selo Elhlateese i danas im je glavno naselje. 

## Vanjske poveznice
- Uchucklesaht  Arhivirana inačica izvorne stranice od 27. travnja 2005. (Wayback Machine)